# Chemical chords
Chemical Chords es un álbum de estudio del grupo inglés de post-rock Stereolab, el cual fue editado durante agosto de 2008 por medio del sello discográfico Duophonic (en Reino Unido) y el sello 4AD (en Estados Unidos). El álbum cuenta con arreglos de cuerda de Sean O'Hagan y contiene 13 composiciones de Tim Gane y Laetitia Sadier y una de Gane.

## Lista de temas

### Edición estándar
1. "Neon Beanbag"
2. "Three Women"
3. "One Finger Symphony"
4. "Chemical Chords"
5. "The Ecstatic Static"
6. "Valley Hi!"
7. "Silver Sands"
8. "Pop Molecule (Molecular Pop 1)"
9. "Self Portrait With "electric brain""
10. "Nous Vous Demandons Pardon"
11. "Cellulose Sunshine"
12. "Fractal Dream Of A Thing"
13. "Daisy Click Clack"
14. "Vortical Phonotheque"

### Deluxe Edition
1. "Neon Beanbag"
2. "Three Women"
3. "One Finger Symphony"
4. "Chemical Chords"
5. "The Ecstatic Static"
6. "Valley Hi!"
7. "Silver Sands"
8. "Pop Molecule (Molecular Pop 1)"
9. "Self Portrait With "electric brain""
10. "Nous Vous Demandons Pardon"
11. "Cellulose Sunshine"
12. "Fractal Dream Of A Thing"
13. "Daisy Click Clack"
14. "Vortical Phonotheque"
15. "The Nth Degrees"
16. "Magne-Music"

### Ediciónjaponesa
1. "Neon Beanbag"
2. "Three Women"
3. "One Finger Symphony"
4. "Chemical Chords"
5. "The Ecstatic Static"
6. "Valley Hi!"
7. "Silver Sands"
8. "Pop Molecule (Molecular Pop 1)"
9. "Self Portrait With "electric brain""
10. "Nous Vous Demandons Pardon"
11. "Cellulose Sunshine"
12. "Fractal Dream Of A Thing"
13. "Daisy Click Clack"
14. "Vortical Phonotheque"
15. "The Nth Degrees"
16. "Magne-Music"
17. "Spool of Collusion"

### Edición deiTunes
1. "Neon Beanbag"
2. "Three Women"
3. "One Finger Symphony"
4. "Chemical Chords"
5. "The Ecstatic Static"
6. "Valley Hi!"
7. "Silver Sands"
8. "Pop Molecule (Molecular Pop 1)"
9. "Self Portrait With "electric brain""
10. "Nous Vous Demandons Pardon"
11. "Cellulose Sunshine"
12. "Fractal Dream Of A Thing"
13. "Daisy Click Clack"
14. "Vortical Phonotheque"
15. "Spool of Collusion"